# Widderschiff

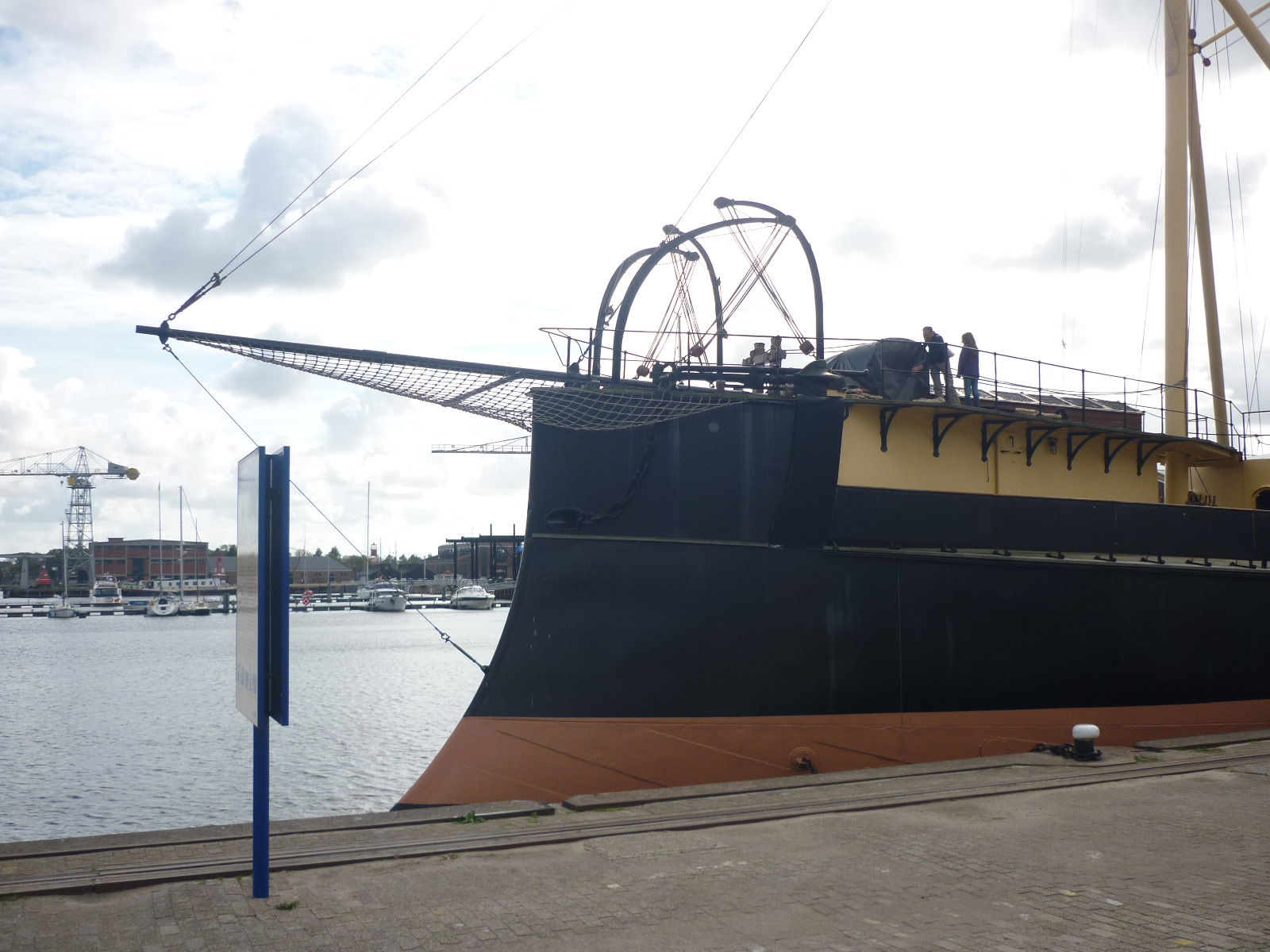
Rammbug des niederländischen Widderschiffes "Schorpioen" (Bj. 1868) im Marinemuseum Den Helder

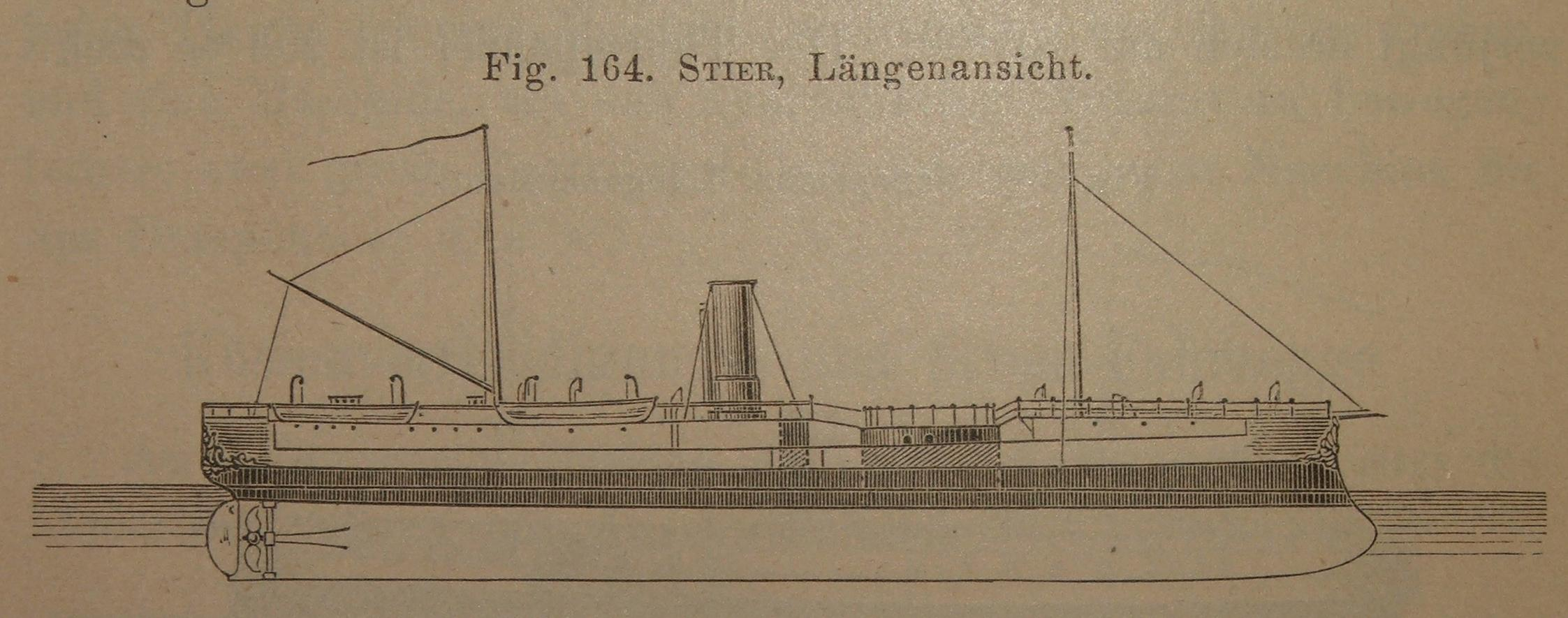
Niederländischer Panzer-Widder "Stier"

Widderschiffe (von Englisch ram = Rammsporn) wurden zuerst im Sezessionskrieg eingesetzt. Erstes Widderschiff war 1861 die Manassas. Danach setzten auch die Nordstaaten mit der United States Ram Fleet Widderschiffe auf dem Mississippi River ein.
Nach 1866 wurden Widderschiffe  in der preußischen Marine, in der deutschen Kaiserlichen Marine und in der österreichisch-ungarischen Marine eingeführt. In der Seeschlacht bei Lissa am 20. Juli 1866 entschied die österreichisch-ungarische Flotte durch Rammstöße gegen italienische Schiffe die Schlacht für sich. Nach dieser Schlacht kehrten die Kriegsmarinen zeitweise zur antiken Rammstoß-Taktik zurück.
In der deutschen und österreichisch-ungarischen Marine bezeichnete man Kriegsschiffe, bei denen Rammbug oder Rammsteven die Hauptbewaffnung bildeten, als „Widderschiff“. Die Bezeichnung leitet sich von Widdern ab, die ihren Gegner im Zweikampf mit Rammstößen angreifen. Voraussetzung für einen erfolgreichen Ramm-Angriff zu See waren hohe Geschwindigkeit, große Manövrierfähigkeit, große Eigenmasse und hohe Rumpffestigkeit des angreifenden Schiffs. Es gelang jedoch nicht, diese Bedingungen umzusetzen. Da die Entwicklung der Schiffsartillerie gleichzeitig große Fortschritte machte, kam die Entwicklung der Widderschiffe nicht aus dem Prototyp-Stadium heraus.
Das preußisch-deutsche Widderschiff Arminius wurde wegen seines scharfen Vorstevens z. B. auch als Eisbrecher eingesetzt.
Die stark geschützte Variante der Widderschiffe wurde Panzerwidder bzw. Panzerwidderschiff genannt.
Neben den Widderschiffen entstanden noch Rammkreuzer, Rammtorpedoboote, sowie Rammmonitore.